# Graphelmis brezanskae
Graphelmis brezanskae là một loài bọ cánh cứng trong họ Elmidae. Loài này được Ciampor miêu tả khoa học năm 2003.